# Arcidiocesi di Mira

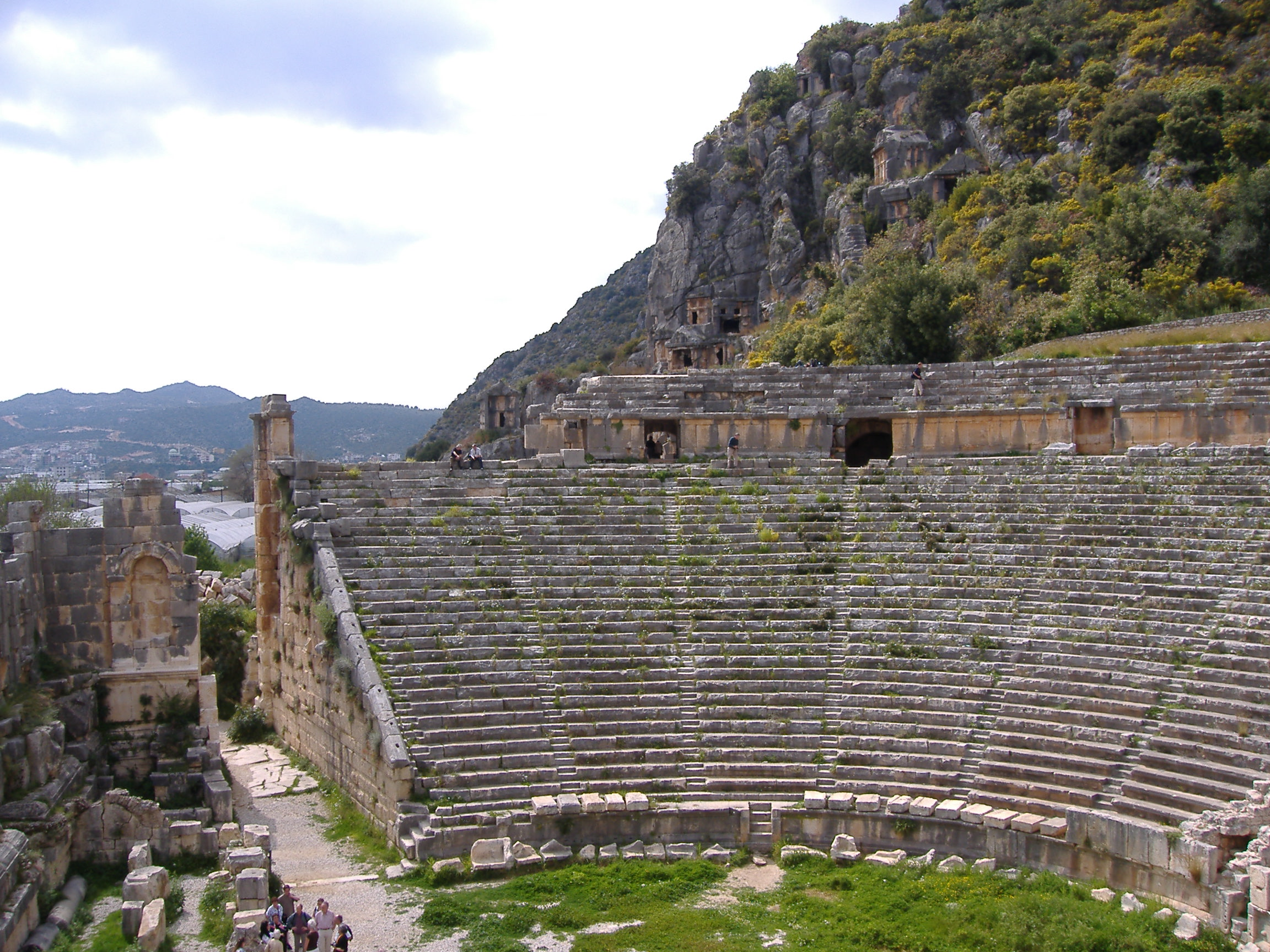
L'antico teatro romano di Myra.

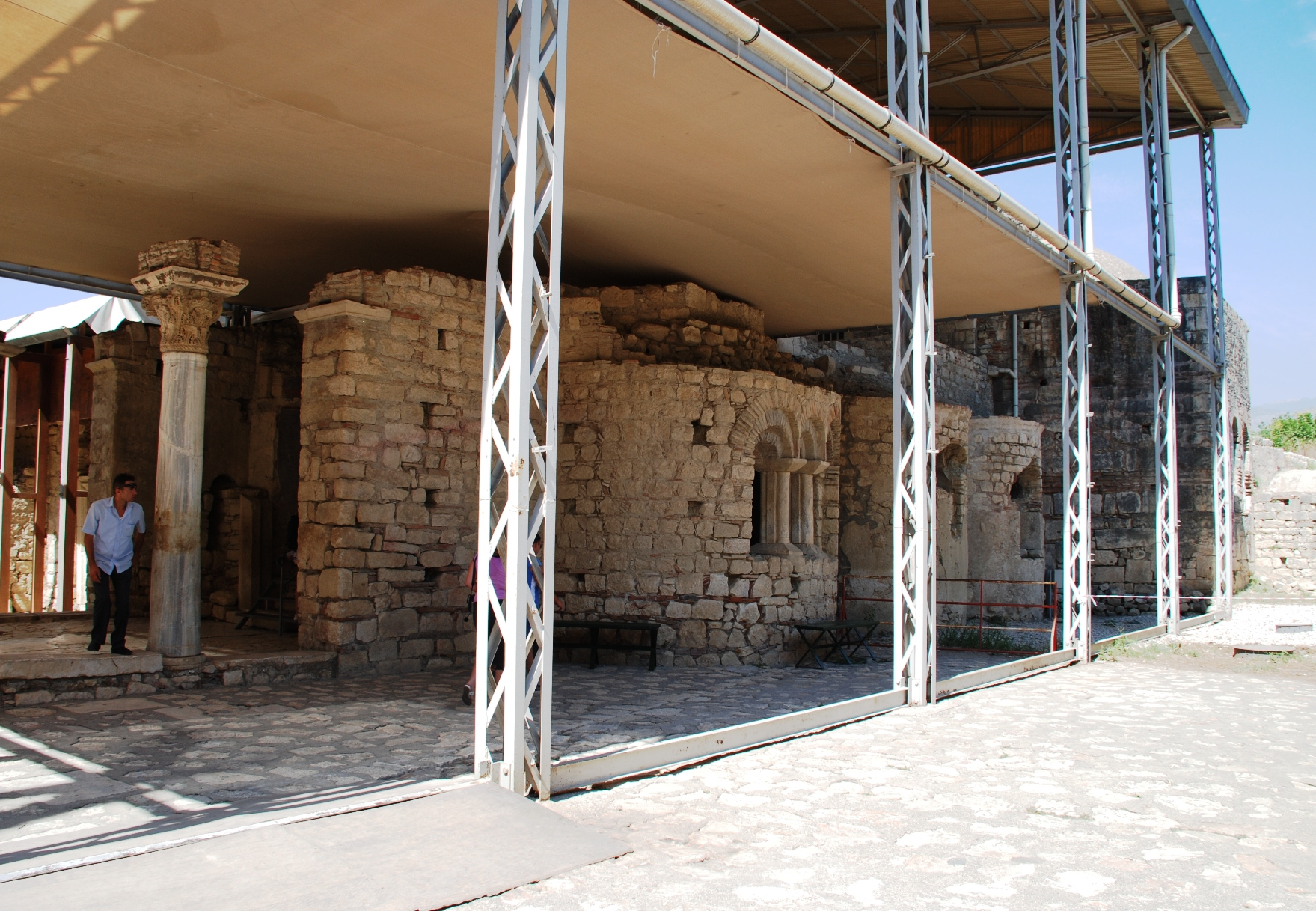
Resti della chiesa di San Nicola di Demre.

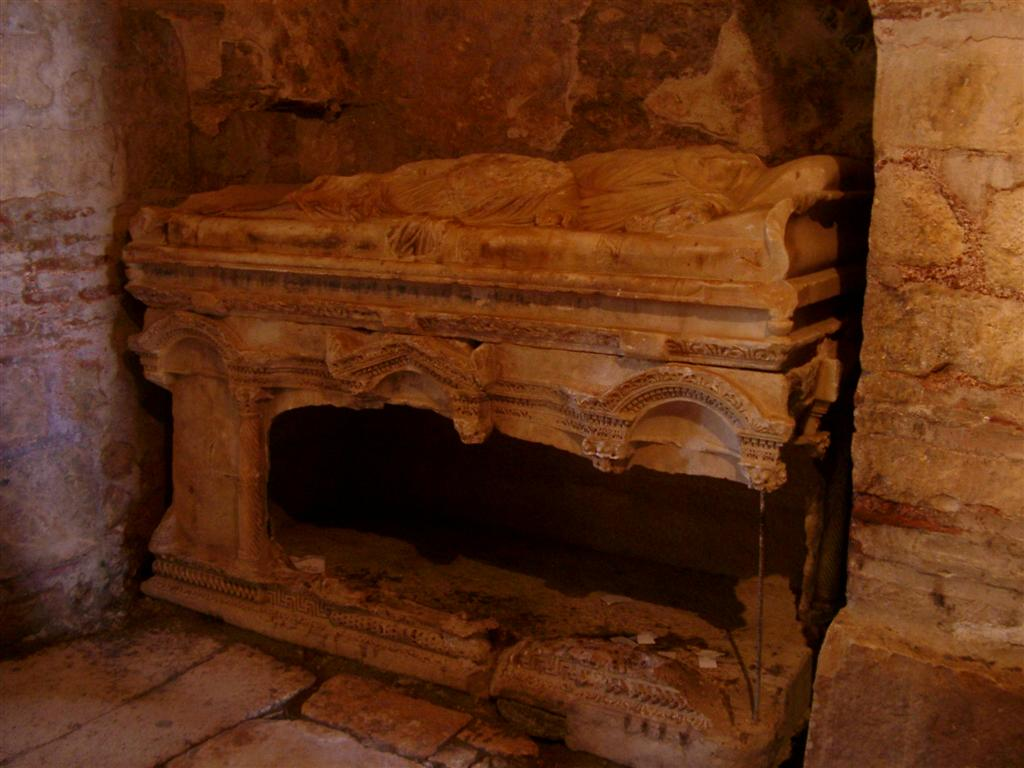
La tomba originale di San Nicola.

L'arcidiocesi di Mira (in latino Archidioecesis Myrensis) è una sede soppressa del patriarcato di Costantinopoli e una sede titolare della Chiesa cattolica.

## Storia
Myra, nei pressi della moderna città di Demre in Turchia, è un'antica sede metropolitana della provincia romana di Licia nella diocesi civile di Asia e nel patriarcato di Costantinopoli.
La città fu sede di un'antichissima comunità cristiana, le cui origini risalgono agli albori del cristianesimo. È menzionata negli Atti degli Apostoli (27,5) come luogo di passaggio dell'apostolo Paolo nel suo viaggio che da Cesarea di Palestina lo portò a Roma. Il Menologio greco ricorda il martire Nicandro, che avrebbe ricevuto l'ordinazione sacerdotale dalle mani dell'apostolo Tito.
Nel 325 Myra divenne sede metropolitana quando, in occasione della riacquistata autonomia politica della Licia, divenne capoluogo della regione. In questo periodo spicca la figura di san Nicola, vescovo di Myra, ma conosciuto in Occidente con il nome di Nicola di Bari. Tra gli altri arcivescovi di Mira si ricordano: Pietro, che compose scritti di carattere teologico in difesa del concilio di Calcedonia, scritti che furono citati da san Sofronio e da Fozio; i vescovi Teodoro e Nicola, che presero parte al secondo concilio di Nicea nel 787, il primo rappresentante del partito iconoclasta, il secondo del partito ortodosso; diversi vescovi documentati dalle fonti epigrafiche e sigillografiche; Eustazio nel XII secolo, prolifico scrittore ecclesiastico, trasferito alla sede di Tessalonica.
La metropolia è documentata nelle Notitiae Episcopatuum del patriarcato di Costantinopoli fino al termine del XIV secolo; in queste occupa una posizione che varia tra il 19º e il 23º posto nell'ordine gerarchico delle metropolie del patriarcato. Diverse sono le diocesi suffraganee assegnate alla provincia ecclesiastica di Myra: il loro numero varia da 33 a 37 nelle varie Notitiae. Tra queste si segnalano le diocesi di Acalisso, Acanda, Acarasso, Antifello, Arassa, Aricanda, Balbura, Bubon, Candiba, Cauno, Ciane, Coma, Comba, Coridala, Enoanda, Eudocia, Faseli, Fello, Limira, Marciana, Olimpo, Patara, Pinara, Podalia, Rodiapoli, Sidima, Telmisso, Tlos, Xanto, Zenopoli.
La metropolia di Myra non appare più nell'ultima Notitia nota, che risale al XV secolo, dopo la definitiva conquista ottomana dell'impero bizantino. In questo periodo, a causa della forte diminuzione della presenza cristiana nella regione, la sede fu soppressa. Due tentativi di restaurazione della sede non ebbero un seguito (1646-51 e 1786-90), e la sede fu definitivamente annessa alla metropolia di Pisidia.
Dal XV secolo Mira è annoverata tra le sedi arcivescovili titolari della Chiesa cattolica; la sede è vacante dal 26 giugno 1967. Il suo ultimo titolare è stato Egidio Vagnozzi, delegato e nunzio apostolico.

## Cronotassi

### Arcivescovi greci
- San Nicandro † (I secolo)
- Nicola I † (III secolo)
- San Nicola II † (IV secolo)
- Taziano † (dopo il 375/377 - dopo il 381)[7]
- Erenniano † (menzionato nel 431)[8]
- Romano † (prima del 449 - dopo il 451)[9]
- Pietro † (prima del 457 - dopo il  458)[10]
- Nicola III † (prima metà del VI secolo)[11]
- Filippo † (prima del 542 circa - dopo il 553)[12]
- Macario ? † (menzionato nel 564)[13]
- Modesto † (VI secolo)[14]
- Anastasio † (VII secolo)[15]
- Teodoro I ? † (VII secolo)[16]
- Anastasio † (VII secolo)[17]
- Polieucto † (menzionato nel 680)[18]
- Teofilo † (VIII secolo)[19]
- Teodoro II † (menzionato nel 787)[20]
- Nicola IV ? † (menzionato nel 787)[21]
- Niceta † (menzionato nell'824)[22]
- Nicola V † (menzionato nell'869)[23]
- Teodosio † (menzionato nell'879)[24]
- Ignazio † (X secolo)[25]
- Timoteo † (X-XI secolo)[26]
- Giorgio † (X-XI secolo)[27]
- Basilio † (XI secolo)[28]
- Michele † (menzionato nel 1030)[29]
- Leone † (menzionato nel 1054)[30]
- Costantino † (seconda metà dell'XI secolo)[31]
- Demetrio † (prima del 1071 - dopo il 1079)[32]
- Leone † (XI-XII secolo)[33]
- Nicola † (XI-XII secolo)[34]
- Teodoro III † (menzionato nel 1147)[35]
- Anonimo † (menzionato nel 1151)
- Cristoforo † (prima del 1166 - dopo il 1170)[36]
- Eustazio † (? - XII secolo nominato arcivescovo di Tessalonica)
- Giovanni † (XII-XIII secolo)[37]
- Matteo † (XIII secolo)
- Giovanni Kaballarios † (metà del XIII secolo)[38]

### Arcivescovi titolari latini
- Stefano † (? - ? deceduto)
- Stefano Cailetti, O.F.M. † (4 febbraio 1422 - ?)
- Elia Martinelli † (28 giugno 1424 - ?)
- Pietro † (? - ? deceduto)
- Heinrich Bock, O.Carm. † (1426 - 14 ottobre 1443 deceduto)
- Peter Spitznagel, O.Carm. † (1444 - 1465 deceduto)
- Johann † (1466 - 1468 deceduto)
- Angelus Maria Cittadini, O.Cart. † (15 luglio 1624 - 9 luglio 1627 succeduto arcivescovo di Naxivan)
- Augustinus Basrci (Bagesius), O.P. † (12 agosto 1630 - 12 agosto 1630 succeduto[39] arcivescovo di Naxivan)
- Francesco Antonio Frascella, O.F.M.Conv. † (14 novembre 1637 - 1653 deceduto)
- Bonaventura Teuli, O.F.M.Conv. † (3 agosto 1655 - 12 novembre 1670 deceduto)
- Giacinto Torisi (Tarugi), O.P. † (2 maggio 1672 - 25 marzo 1674 deceduto)
- Prospero Bottini † (15 luglio 1675 - 21 marzo 1712 deceduto)
- Giovanni Francesco Nicolai, O.F.M.Ref. † (20 aprile 1712 - 27 dicembre 1737 deceduto)
- Luigi Gualterio † (16 dicembre 1743 - 24 marzo 1760 installato cardinale presbitero di San Giovanni a Porta Latina)
- Benedetto Latilla, C.R.L. † (21 aprile 1760 - 28 dicembre 1767 deceduto)
- Giovanni Francesco Guidi di Bagno-Talenti † (13 marzo 1775 - 22 settembre 1795 nominato patriarca titolare di Antiochia dei Latini)
- Domenico Coppola † (20 ottobre 1800 - 15 dicembre 1807 deceduto)
- Maximos Michel Mazloum † (29 aprile 1817 - 1º febbraio 1836 confermato patriarca di Antiochia dei Melchiti)
- Nicola Ferrarelli † (1º febbraio 1836 - 28 novembre 1843 deceduto)
- Pietro Antonio Garibaldi † (22 gennaio 1844 - 16 giugno 1853 deceduto)
- Flavio Chigi † (19 giugno 1856 - 15 giugno 1874 nominato cardinale presbitero di Santa Maria del Popolo)
- Angelo Bianchi † (10 ottobre 1874 - 15 marzo 1883 nominato cardinale presbitero di Santa Prassede)
- Etienne Marilley † (9 agosto 1883 - 17 gennaio 1889 deceduto)
- Giuseppe Maria Guidelli dei conti Guidi † (24 maggio 1889 - 9 maggio 1899 deceduto)
- Giuseppe Ceppetelli † (31 luglio 1899 - 22 giugno 1903 nominato patriarca titolare di Costantinopoli dei Latini)
- Francesco Ragonesi † (14 settembre 1904 - 7 marzo 1921 nominato cardinale presbitero di San Marcello)
- Antonino Zecchini, S.I. † (20 ottobre 1922 - 7 marzo 1935 deceduto)
- Carlo Serena † (5 luglio 1935 - 22 ottobre 1945 succeduto arcivescovo di Sorrento)
- Egidio Vagnozzi † (14 marzo 1949 - 26 giugno 1967 nominato cardinale diacono di San Giuseppe in Via Trionfale)